# Spring.me
Spring.me (già conosciuto anche come Formspring) è stato un social network lanciato nel novembre del 2009. Il sito consentiva ai suoi utenti di crearsi un profilo, di seguire altri utenti e fare loro domande. Le domande, con le rispettive risposte, venivano poi pubblicate sulla pagina del profilo dell'utente. Il sito è stato gestito da Formspring.me, Inc., una compagnia con sede a San Francisco.
Le domande potevano essere poste anche in forma anonima, se l'utente lo permette. Gli utenti, infatti, potevano decidere di non consentire le domande anonime e bloccare altri utenti, dai quali non potranno ricevere ulteriori domande.
Dal 1º Agosto 2015 il sito è stato integrato con Twoo.